# Rune (spel)
Rune är ett datorspel från 2000 utvecklat av datorspelsutvecklaren Human Head Studios. Spelet nyttjar en modifierad version av spelmotorn Unreal Engine.
I spelet kontrollerar man vikingen Ragnar som i tredjepersonsvy ska dräpa diverse monster med varierande närstridsvapen innefattande yxor, svärd och klubbor, för att så småningom komma vidare till nästa nivå.